# Dehiscència (medicina)
|  | No s'ha de confondre amb Dehiscència. |

La dehiscència és una complicació quirúrgica en què es trenca una ferida al llarg d'una incisió quirúrgica. Els factors de risc inclouen l'edat, connectivopaties com la síndrome d'Ehlers-Danlos, la diabetis, l'obesitat, els punts de la sutura deficients i el trauma a la ferida després de la cirurgia.